# Paterna del Campo

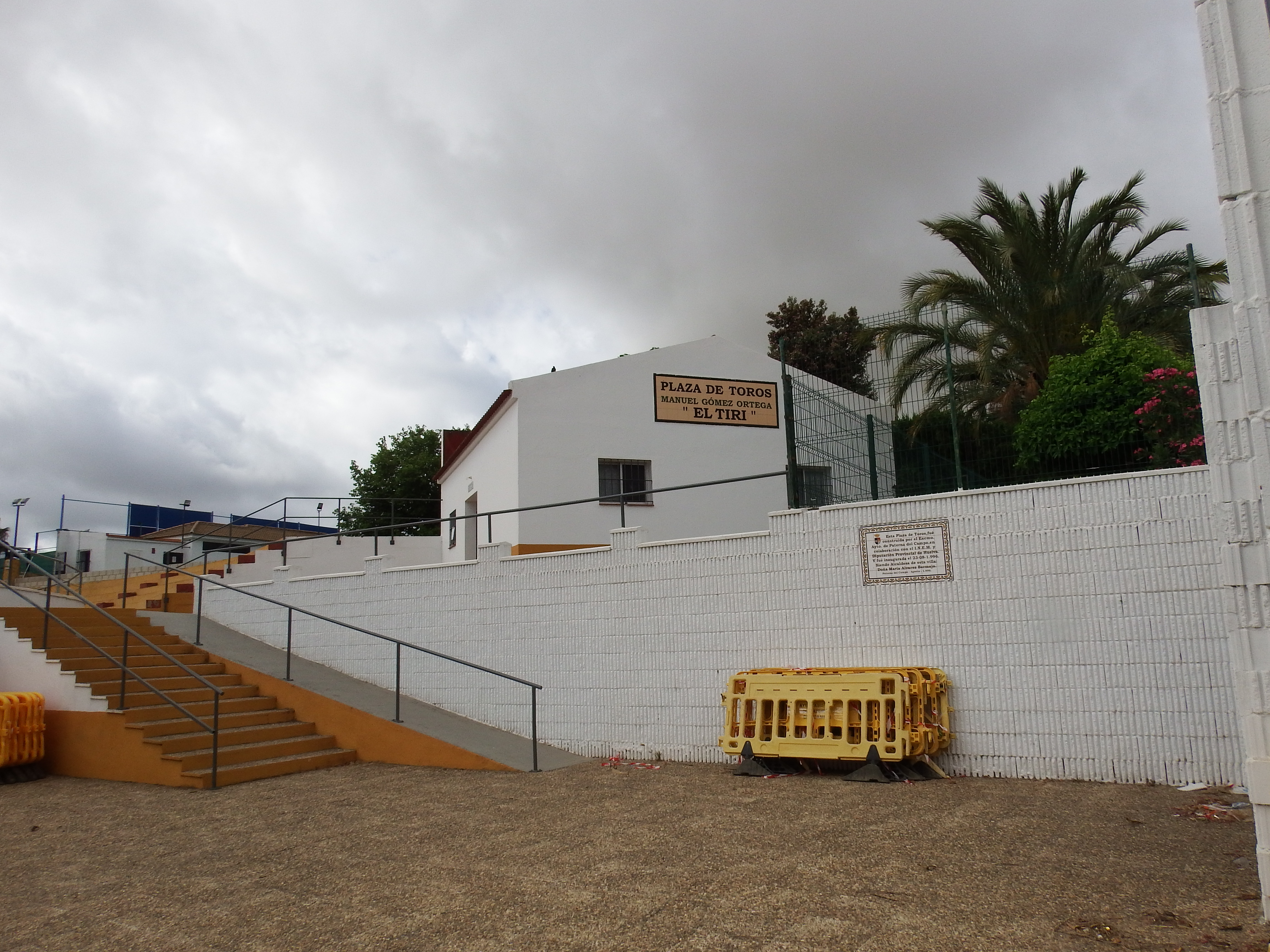

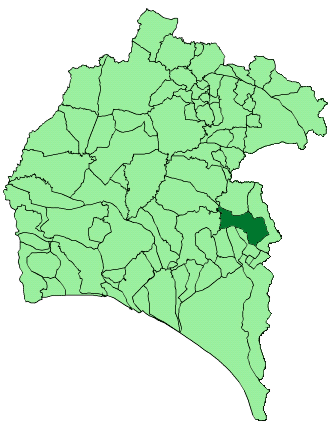
Bản đồ của Paterna del Campo, Huelva

Paterna del Campo là một đô thị ở tỉnh Huelva, Tây Ban Nha. Theo điều tra dân số năm 2005, thị trấn này có 3.729 dân. Năm 2007, dân số của Paterna del Campo ước tính 3.736 người. Diện tích của đô thị này là 132 km², mật độ dân số 28,3 người/km². Thị trấn này có tọa độ 37º 25' độ vĩ bắc, 6º 24' độ kinh đông. Đô thị này nằm ở độ cao 186 m trên mực nước biển và cách thủ phủ Huelva 62 km.